# I guardiani di Ga'Hoole - L'incendio
I guardiani di Ga'Hoole - L'incendio (titolo originale Guardians of Ga'Hoole: The Burning) è un romanzo fantasy per ragazzi del 2004 di Kathryn Lasky. È il sesto libro della collana de I guardiani di Ga'Hoole ed è stato pubblicato in italiano per la prima volta nel 2008. È il seguito de I guardiani di Ga'Hoole - La spia.

## Trama
Il prologo inizia con la Banda che finalmente diventa parte dei Guardiani recitando il Giuramento.
Lo stormo viene inviato nei Regni del Nord in missione, per gentile concessione di Ezylryb, che aveva dato a Soren le sue grinfie da battaglia, così ogni gufo del Nord avrebbe saputo che Soren era il suo pupillo. Ruby e Martin vengono mandati a incontrare la serpe Kieliana, Hoke di Hock, per reclutare altri serpenti Kieliani che li aiutino a difendersi dai Puri. Otulissa e Gylfie vengono mandate a scortare Dewlap all'eremo delle Sorelle Glauxiane perché si occupino di lei, mentre si recano anche alla Biblioteca dell'eremo dei Fratelli Glauxiani per apprendere strategie di guerra e recuperare una copia del libro sulla granellite distrutto da Dewlap. Soren, Eglantine, Digger e Twilight vengono mandati al Fiordo dei Denti di Serpe per incontrare un vecchio guerriero, Moss, per radunare truppe per un'invasione del canyon di Sant'Aegolius. In seguito, si sarebbero riuniti tutti all'Isola dell'Uccello Nero.
Quando i gufi raggiungono gli Stretti Glaciali, rischiano di schiantarsi contro un gruppo di pulcinelle di mare che stanno imparando a volare. Il loro padre, Dumpy, che la Banda aveva incontrato durante il loro viaggio iniziale verso il Grande Albero, invita il gruppo a tornare al suo nido, dove incontrano la sua compagna, Tuppa, e il loro figlio, Dumpy Junior.
Dopo la loro breve visita, la banda di Soren si dirige verso il Pugnale di Ghiaccio nel Mare Semprinverno, dove i gufi si sarebbero divisi per svolgere i loro compiti individuali nel corso di quattordici notti. Gylfie e Otulissa si precipitano a consegnare Dewlap alle Sorelle Glauxiane, per poi dirigersi rapidamente verso l'eremo dei Fratelli.
Durante il ritiro, una serpe di nome Gragg origlia il loro piano e convince Ifghar, il fratello traditore di Ezylryb cacciato dagli Artigli di Ghiaccio, a tradire i Guardiani e a consegnarli ai Puri in cambio di una ricompensa e di vendetta su Ezylryb. Così mandano i krall, una banda di gufi pirati, a rapire Gylfie e a minacciarla di darla in pasto ai lupi, a meno che non riveli loro informazioni su Ga'Hoole e sulle intenzioni dei Guardiani. Ifghar afferma di aver bisogno delle informazioni per reclutare la Lega degli Artigli di Ghiaccio e aiutare i Guardiani. Gylfie, tuttavia, scopre le bugie e capisce che lui e Gragg intendono davvero consegnare le informazioni ai Puri come forma di vendetta su Ezylryb. Tuttavia, prima che i pirati possano dare Gylfie in pasto ai lupi, Twilla, che aveva nutrito sospetti nei confronti di Gragg e Ifghar, si presenta e si dipinge d'oro, impersonando Glaux (leggendario gufo che ha dato origine al primo ordine di rapaci notturni) per ingannare le guardie. Più tardi Twilla aiuta Gylfie a liberarsi, anche se vengono quasi catturate, ma riescono a usare gli specchi per accecare i krall e farli cadere a terra.
Nel frattempo, Soren, ignaro della fuga di Gylfie, riferisce che Gylfie è stata rapita e che non sa se i Regni del Nord invieranno loro aiuto o meno. Scopre presto che lui e i suoi amici hanno il compito di insegnare a Skench e ai gufi di Sant'Agata come combattere con il fuoco, cosa che si rifiuta di fare in quanto ostile al ventriglio, e accetta un incarico alternativo di lavorare alla fabbricazione di carboni ardenti.   
Nel frattempo, Kludd e Nyra progettano di far schiudere il loro uovo durante l'eclissi lunare in modo che il loro bambino diventi un gufo potente. Si aspettano anche che i Guardiani attacchino durante l'eclissi lunare e facciano fortificare il luogo. Hanno ottenuto l'aiuto dei fabbri ribelli provenienti dall'Aldilà dell'Aldilà per forgiare artigli di fuoco.   
Per invadere i canyon in sicurezza, Soren e Bubo distruggono i cumuli di schegge di ghiaccio accumulati intorno alla roccaforte dei Puri con i carboni ardenti. Tornati al Grande Albero, i Guardiani pianificano di utilizzare dei fantocci come esche. I Guardiani posizionano queste esche intorno ai Grandi Corni ed entrano attraverso i Becchi di Gelo, dove si svolge una terribile battaglia, che incendia i canyon. Gylfie arriva e si riunisce con Soren, che è felicissimo di rivedere la sua amica, solo per essere spinto in una grotta da Kludd. Soren cerca disperatamente di trovare un modo per non uccidere il proprio fratello, ma Twilight arriva e mette fine alla battaglia e al regno dei Puri.
Dopo la morte di Kludd, l'Albero festeggia mentre Soren ed Eglantine incontrano gli scrum dei loro genitori, che con tristezza esprimono la convinzione che non ci fosse un vero posto per il loro figlio maggiore sulla Terra, ma dicono a Soren di aver capito che Kludd doveva essere distrutto prima della loro ascesa a Glaumora. Nei canyon, tuttavia, l'eredità di Kludd continua: Nyra era sopravvissuta e, mentre gli avvoltoi si nutrono dei corpi dei soldati caduti, Nyra, con il cuore spezzato, si addolora per il guscio dell'uovo suo e di Kludd che si schiude sotto l'eclissi. Nyra, in lacrime, chiama il pulcino Nyroc e promette che crescerà forte come suo padre, giurando vendetta sui Guardiani e su Soren...

## Edizioni
Pubblicato nel 2008 da Mondadori Junior nella collana Fantasy (tradotto da Raffaella Belletti).